# 巴尔尼
巴尔尼（義大利語：Barni），是意大利科莫省的一个市镇。总面积5平方公里，人口620人，人口密度124.0人/平方公里（2009年）。ISTAT代码为013015。